# Legnephora moorei
Legnephora moorei är en tvåhjärtbladig växtart som först beskrevs av F. Müll., och fick sitt nu gällande namn av John Miers. Legnephora moorei ingår i släktet Legnephora och familjen Menispermaceae. Inga underarter finns listade i Catalogue of Life.